# Дэнси, Джонатан
Джонатан Дэнси (англ. Jonathan Dancy; 8 мая 1946) — британский философ, занимающийся этикой и теорией познания. В настоящее время преподаёт в университете Рединга и в Техасском университете (Остин). Отец известного актёра Дэнси, Хью.

## Философия
Создатель концепции морального партикуляризма, согласно которой не существует универсальных моральных принципов, а этическая оценка действий всегда зависит от ситуации, в которой эти действия совершаются. Составной частью воззрений Дэнси является «холизм истины»: то, что может быть признано хорошим доводом в пользу совершения какого-либо поступка в одних обстоятельствах, может утратить свою правильность в других обстоятельствах и даже стать аргументом против совершения данного поступка.

## Сочинения
- «On Moral Properties», Mind, 1981, XC, pp. 367—385.
- «Ethical Particularism and Morally Relevant Properties», Mind, 1983, XCII, 530—547.
- An Introduction to Contemporary Epistemology, Oxford, Blackwell, 1985.
- Moral Reasons, Blackwell, Oxford, 1993.
- Practical Reality, Oxford, Oxford University Press, 2000.
- Ethics Without Principles, Oxford : Clarendon Press, New York : Oxford University Press, 2004.
- Dancy, J. Berkeley: An introduction. — Oxford ; New York: Blackwell, 1987. — [5], 165 p. Bibliogr.: p. 159—161. Ind.: p. 163—165.